# Hexatoma (Eriocera) spatulata
Hexatoma (Eriocera) spatulata is een tweevleugelige uit de familie steltmuggen (Limoniidae). De soort komt voor in het Oriëntaals gebied.